# BK 37
BK 37 (от Bordkanone 37) е 37-mm авиационно оръдие за борба с танкове и тежки бомбардировачи. Оръдието е монтирано на самолетите Me-110, Ju-87.

## История
В периода 1943 – 1944 г. немското командване решава да въоръжи част от самолетния си парк с голямокалибрен авиационно оръдие за борба с танкове и тежките четиримоторни бомбардировачи на съюзниците. Взето е решение оръдието да бъде с калибър 37 – 75 mm.
Дотогава германското военно ръководство не е планирало използването на такова голямокалибрено оръдие в авиацията и поради тази причина не е работено в тази посока. В началото на работата по създаването на новото авиационно оръдие се работи импровизирано, като за база са изплозвани армейски образци оръдия. След множество тестове и стрелкови изпитания на различните прототипи за базов модел при работата е прието 37-mm зенитно оръдие Flak 18.
Оръдието е използвано на два типа самолети от авиационния парк на ВВС на Германия в хода на Втората световна война:
- на изтребителите Me-110 G-4a/R1 и Me-110G R2/R3, като допълнение на двете 30 mm оръдия MK-108. BK 37 е монтирано под фюзелажа в закрит обтекател. Захранването с боеприпаси се осъществява от магазин, монтиран в долната част на кабината с емкост 72 снаряда.
- на пикиращите бомбардировачи Ju-87 G1 и Ju-87 G2, като на една част от самолетите е монтирано само 37 mm оръдие ВК 37, а на друга е оставено и предишното въоръжение – 3 х 7,68 mm картечници MG-17 и една 7,92 mm картечница MG-15.

## Техническо описание
Автоматиката на оръдието работи за сметка на енергията на отката на цевта.

## Боеприпаси
Боекомплектът включва следните боеприпаси:
- осколъчен снаряд с тегло 645 г. и начална скорост 820 m/s
- бронебоен снаряд с тегло 685 г. и начална скорост 770 m/s
- подкалибрен снаряд с тегло 405 г. и начална скорост 1100 m/s